# Zehnkampf-Länderkampf der Männer 1982 BR Deutschland – Sowjetunion
| 2. Leichtathletik-Länderkampf mit bundesdeutscher Beteiligung 1982 | 2. Leichtathletik-Länderkampf mit bundesdeutscher Beteiligung 1982 |
| ------------------------------------------------------------------ | ------------------------------------------------------------------ |
|                                                                    |                                                                    |
| Zehnkampf-Vergleich der Männer: BR Deutschland – Sowjetunion       |                                                                    |
| Austragungsort                                                     | Mannheim                                                           |
| Wettbewerbe                                                        | 1                                                                  |
| Datum                                                              | 9./10. Juni                                                        |
| 1. URS 2. FRG                                                      | 47.847 P 46.744 P                                                  |
| Chronik                                                            |                                                                    |
| ← ITA-FRG Werfer (M)                                               | FRG-URS 7kampf (F) →                                               |

Den zweiten Vergleich des Länderkampfjahres 1982 bestritten die Zehnkämpfer, die zum vierzehnten Mal auf die Sowjetunion trafen. Die Begegnung wurde am 9./10. Juni in Mannheim ausgetragen. Die Zwischenbilanz lautete zehn zu drei für die UdSSR, den letzten Sieg für die Bundesrepublik hatte es 1977 gegeben. Die Mehrkämpferinnen der beiden Länder trafen sich an denselben beiden Tagen ebenfalls in Mannheim zu einem eigenen Vergleich.

## Modus
Jede Mannschaft konnte mit maximal acht Athleten antreten, von denen die sechs Besten durch Addition ihrer Punktzahlen gewertet wurden. Die Sowjetunion stellte sieben, die Bundesrepublik acht Vertreter.

## Ergebnis
In der Einzelwertung lag wieder ein bundesdeutscher Zehnkämpfer vorn. Die sowjetischen Athleten belegten die Ränge zwei bis sieben, dennoch ging es in der Gesamtwertung sehr eng zu. Am Ende betrug der Abstand zwischen den beiden Teams nur 103 Punkte, die Sowjetunion siegte mit 47.847 P zu 46.744 Punkten.

## Legende
Kurze Übersicht zur Bedeutung der Symbolik – so üblicherweise auch in sonstigen Veröffentlichungen verwendet:
| DNF | nicht im Ziel (did not finish) |
| DNS | nicht am Start (did not start) |
| NMH | keine Höhe (No Mark)           |

## Resultat

### Zehnkampf
| Platz | Name                 | Nation | Punkte | 100 m   | Weit- sprung | Kugel- stoßen | Hoch- sprung | 400 m   | 110 m Hürden | Diskus- wurf | Stabhoch- sprung | Speer- wurf | 1500 m      |
| ----- | -------------------- | ------ | ------ | ------- | ------------ | ------------- | ------------ | ------- | ------------ | ------------ | ---------------- | ----------- | ----------- |
| 01    | Siegfried Wentz      | FRG    | 8313   | 11,06 s | 7,33 m       | 14,35 m       | 2,03 m       | 48,85 s | 14,40 s      | 45,68 m      | 4,30 m           | 66,28 m     | 4:19,78 min |
| 02    | Sergei Schelanow     | URS    | 8306   | 11,25 s | 7,48 m       | 13,44 m       | 2,12 m       | 49,09 s | 14,55 s      | 44,50 m      | 5,00 m           | 60,18 m     | 4:19,91 min |
| 03    | Waleri Katschanow    | URS    | 8121   | 11,02 s | 7,31 m       | 13,85 m       | 2,06 m       | 49,86 s | 14,56 s      | 43,10 m      | 4,50 m           | 61,08 m     | 4:25,43 min |
| 04    | Juri Kuzenko         | URS    | 8114   | 11,31 s | 7,12 m       | 14,60 m       | 2,12 m       | 50,17 s | 15,28 s      | 47,10 m      | 4,60 m           | 59,20 m     | 4:16,76 min |
| 05    | Wiktor Grusenkin     | URS    | 8106   | 11,13 s | 7,28 m       | 15,19 m       | 2,06 m       | 50,31 s | 14,85 s      | 44,10 m      | 4,90 m           | 64,24 m     | 4:41,25 min |
| 06    | Jens Schulze         | FRG    | 7900   | 10,86 s | 6,85 m       | 13,85 m       | 2,00 m       | 48,95 s | 14,91 s      | 43,02 m      | 4,60 m           | 53,76 m     | 4:15,56 min |
| 07    | Michail Romanjuk     | URS    | 7851   | 11,43 s | 7,03 m       | 13,10 m       | 1,94 m       | 50,26 s | 14,91 s      | 42,02 m      | 4,90 m           | 60,52 m     | 4:17,84 min |
| 08    | Rudolf Brumund       | FRG    | 7829   | 11,12 s | 6,90 m       | 14,26 m       | 1,97 m       | 48,47 s | 15,54 s      | 41,60 m      | 4,20 m           | 63,98 m     | 4:24,83 min |
| 09    | Thomas Rizzi         | FRG    | 7633   | 10,89 s | 7,09 m       | 13,38 m       | 1,94 m       | 48,31 s | 15,94 s      | 40,16 m      | 4,30 m           | 46,22 m     | 4:17,11 min |
| 10    | Michael Neugebauer   | FRG    | 7598   | 11,16 s | 7,06 m       | 12,31 m       | 2,01 m       | 49,52 s | 14,65 s      | 39,72 m      | 3,80 m           | 54,94 m     | 4:27,94 min |
| 11    | Karl-Heinz Fichtner  | FRG    | 7381   | 11,34 s | 7,10 m       | 12,83 m       | 2,00 m       | 52,46 s | 15,49 s      | 42,32 m      | 4,50 m           | 51,00 m     | 4:44,10 min |
| 12    | Oleksandr Apajtschew | URS    | 7349   | 11,22 s | 7,21 m       | 15,26 m       | 1,97 m       | 49,97 s | 14,37 s      | 39,70 m      | 4,10 m           | 68,54 m     | DNF         |
| 13    | Alexander Newski     | URS    | 7218   | 11,28 s | 7,35 m       | 13,35 m       | 1,85 m       | 50,89 s | 15,02 s      | 39,62 m      | NMH              | 42,40 m     | 4:39,15 min |
| DNF   | Fritz Mehl           | FRG    |        | 11,23 s | 7,09 m       | 13,92 m       | 1,97 m       | 48,37 s | 15,25 s      | 40,22 m      | NMH              | 60,40 m     | DNS         |
| DNF   | Andreas Rizzi        | FRG    |        | 10,82 s | 7,38 m       | 13,97 m       | 1,94 m       | 48,47 s | DNS          |              |                  |             |             |